# 紅帆鰭鮋
紅帆鰭鮋，為輻鰭魚綱鮋形目鮋亞目真裸皮鮋科的其中一種，為熱帶海水魚，分布於西印度洋坦尚尼亞至南非海域，本魚體深褐色，有白色與黃色或黑色的斑紋，背鰭硬棘15枚，背鰭軟條8-9枚，臀鰭硬棘3枚，臀鰭軟條5枚，體長可達15公分，棲息在水淺、海草生長的底層水域，生活習性不明。

## 扩展阅读
維基物種上的相關：紅帆鰭鮋